# Средние саксы

Эссекс и Мидлсекс во времена Гептархии.

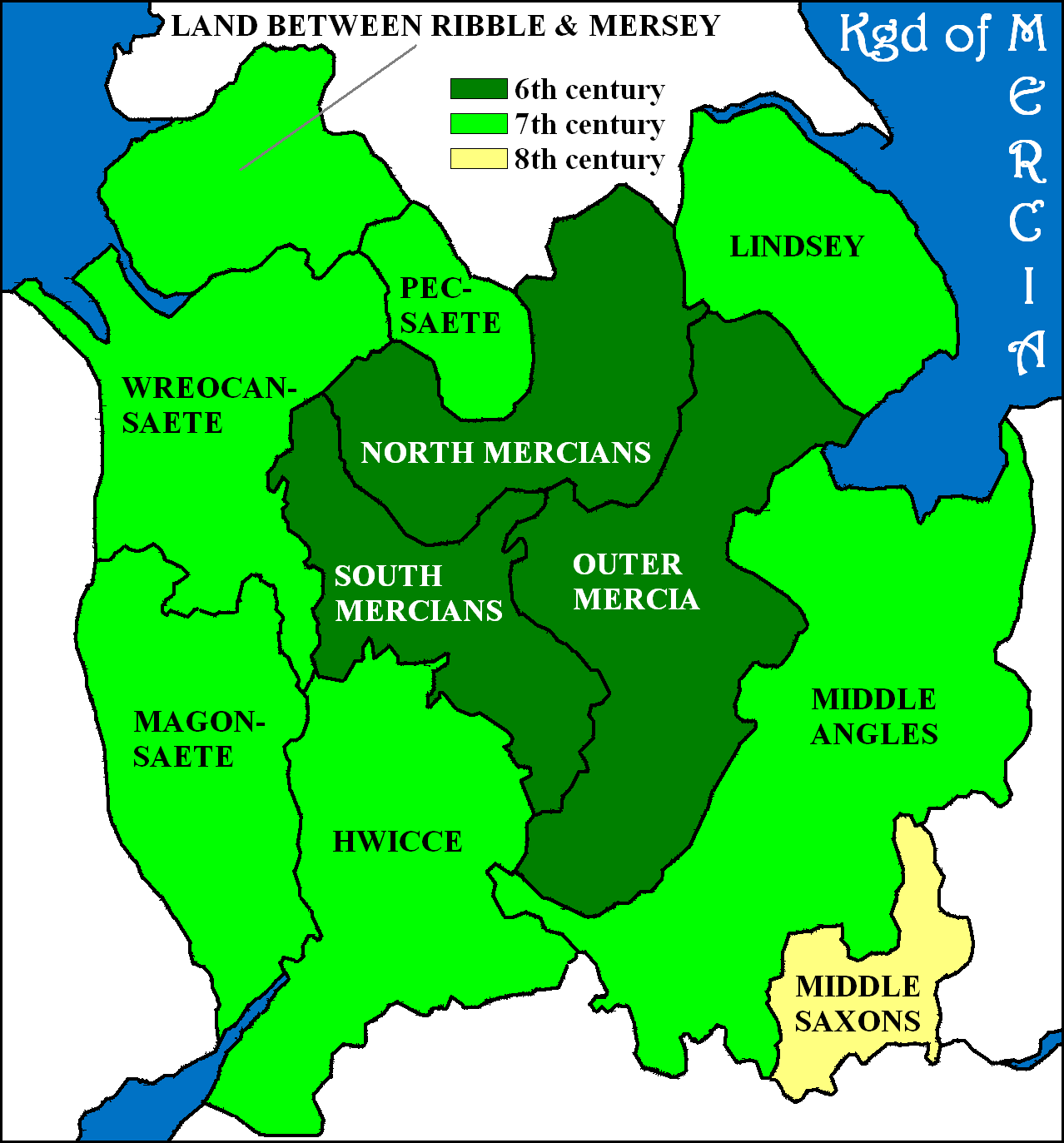
Средние саксы (желтые) показаны в пределах Мерсии.

Средние саксы были народом, территория которого позже стала, с несколько суженными границами, графством Мидлсекс, Англия.
Первое известное упоминание о Мидлсексе связано с королевской хартией 704 года между королем Свефредом из Эссекса, бывшим королём Мерсии Этельредом I и новым королём Мерсии Кенредом, согласно которой епископу Уолхеру было предоставлено немного земли в Туикан-хом (Твикнем) в провинции Мидлсекс.
Провинция включала в себя Лондон, вероятно, Суррей, и южный район территории средних саксов. Есть также некоторые свидетельства, которые могут указывать на поселения средних саксов в западном Кенте.
Название Мидлсекс отражает положение этих людей, находящихся посередине между южными саксами, восточными саксами и западными саксами, и англами на севере. В отличие от этих соседей, средним саксам не удалось создать собственное королевство. Согласно Г. Ф. Босворту, нет никаких свидетельств того, что Мидлсекс первоначально был отдельным королевством, и мы можем со значительной долей уверенности сказать, что он входил в состав королевства Эссекс. Однако Ф. М. Стентон отмечает, что первоначальная независимость средних саксов, по крайней мере, вероятна. Эта область была частью королевства Эссекс в начале VII века, но была передана Мерсии в IX веке.
Средние саксы изначально были язычниками, но приняли христианство примерно в середине VII века. Они говорили на своем собственном варианте древнеанглийского, но в письменной форме использовалась латынь.